# C.C.C.C.
 (décembre 2012).
Si vous disposez d'ouvrages ou d'articles de référence ou si vous connaissez des sites web de qualité traitant du thème abordé ici, merci de compléter l'article en donnant les références utiles à sa vérifiabilité et en les liant à la section « Notes et références ».
C.C.C.C. est un groupe de musique bruitiste japonais, dans la lignée de Merzbow et Incapacitants.

## Histoire
Le noyau du groupe est formé de Hiroshi Hasegawa (長谷川洋) (également dans les groupes Astro (en) et Mortal Vision) et l'ancienne star du porno bondage Mayuko Hino. Hino renoua parfois avec ses anciennes activités en pratiquant par exemple des stripteases sur scène. Ils firent également des remous en lançant des sacs plastiques d'urine dans le public au cours de leurs spectacles. D'autres membres occasionnels contribuèrent ponctuellement à certains albums.
D'un point de vue esthétique, le groupe, et particulièrement Hino, défend une approche émotive et cathartique de la musique bruitiste, en opposition aux approches plus intellectuelles et conceptuelles de nombreux musiciens bruitistes européens. Hino pense que le bruit produit émotionnellement plutôt qu'intellectuellement, ne crée pas seulement de nouveaux sons intéressants, mais révèle beaucoup sur la personnalité du faiseur de bruit. Du point de vue sonore, le premier album de C.C.C.C., Cosmic Coincidence Control Center, était beaucoup plus calme et moins distordu que la plupart des autres productions "japanoise", se rapprochant quelquefois de l'ambient expérimental. D'autres productions, comme Rocket Shrine et Love and Noise, reprennent les vieilles sonorités d'ambiance psychédélique des débuts du groupe, mais avec des amplifications de volume et des niveaux de distorsion qui rejoignent sans problème ceux d'autres formations bruitistes japonaises. Le groupe explora ensuite une grande variété de sonorités bruitistes dans leurs albums, tout en maintenant une lourdeur extrême.
Le groupe finit par se séparer. Hiroshi Hasegawa est retourné vers une musique d'ambiance expérimentale, cette fois sous le nom d'Astro. En 1995, Mayuko Hino a sorti un album nommé Chaos of the Night avec Monte Cazazza (une figure importante du label Industrial Records).
Début 2007, les C.C.C.C. ont annoncé la sortie d'un nouveau CD intitulé Chaos Is The Cosmos, qui devrait sortir chez Cold Spring Records.

## Discographie
- Reflexive Universe (1991)
- Phantasmagoria (1992)
- Cosmic Coincidence Control Center (1992)
- Amplified Crystal (1993)
- Loud Sounds Dopa (1993)
- Test Tube Fantasy EP (1994)
- Community Center Cyber Crash (1994)
- Flash (1996)
- Love & Noise (1996)
- Early Works 4CD Box (2007)
- Chaos Is The Cosmos (2007)

## Collaborations
- The Beauty of Pollution (avec Nocturnal Emissions) (Endorphine Factory, 1996)
- Tokyo Alive 1995 VCD, NTSC (avec Merzbow, visuels par Jadis Mercado) (Obsolete Video Formats, 2015)